# Pokotok
A pokotok (más írásmóddal pökoot) Kenyában, Nyugat-Pokot megyében és Baringo megyében, valamint Ugandában, Karamoja régió keleti részén található Pokot körzetében élő, többségében nomád, nilota nép, mely a kalendzsinek népcsoportjához tartozik. A pokot nyelvet beszélik, amely nagyjából hasonló a vele rokon marakwet, nandi, tuken és más kalendzsin nyelvcsoporthoz tartozó nyelvekhez. A 2009-es kenyai népszámlálási adatok szerint 620 000 pokot él Kenyában. Becslések szerint további 133 000 ember él Ugandában.

## Történelem

### Eredet
A pokot identitás a Kerio-völgyben alakult ki, valószínűleg már a 18. század végén, de legkésőbb a 19. század közepén. A maliri pokotozek által a sirkwa korszakban a csokok beolvadásával jött létre.

### Asszimiláció
A 20. század eleji beszámolók a pokotokról két különálló ágat azonosítanak a közösségen belül, azzal a megjegyzéssel, hogy bár két különböző életmódot írnak le, ők egy nép voltak.
Mervyn Worcester Howard Beech szerző 1911-es kutatásai alapján jelentős különbségeket azonosított a pokotok mezőgazdasággal foglalkozó, valamint pásztorkodó csoportjai között létező eskük, a gyilkosság, emberölés, a testi sértés, boszorkányság, lopás és rablás büntetése, a házasság és válás, a fizetetlen adósságok esetén alkalmazott jogorvoslat és a földbirtoklás tekintetében. Megjegyzi azonban: „ezért szem előtt kell tartani, hogy bár itt két különálló csoportként szerepelnek, a hegyvidéki és a pásztorkodó sukok lényegében ugyanazok”.

### Társadalmi szervezet
Még az asszimiláció korai szakaszában sem voltak jelentős különbségek a két pokot csoport között a társadalmi szervezet, a beavatás vagy a kormányzás tekintetében. Társadalmi szempontból a pokot férfiak három csoportra oszlottak: karacsna - fiúk, muren - körülmetélt férfiak, poi - öregek. A fiúk a körülmetélés után egy közös csoporthoz tartoznak.

### Törzsek közötti kapcsolatok
A turkana, szamburu és pokot népcsoportok között számos háborús és békés időszak váltotta egymást az idők során. Az ellenségeskedés legyakoribb oka általában az, hogy egymás legelőire hajtják az állataikat.

## A közelmúlt

### Demográfia
A pokot nyelvet beszélők számát Kenyában 783 000-re becsülik (a legutóbbi kenyai népszámlálás 2009-ben történt), míg Ugandában 130 000-re.

## Kultúra

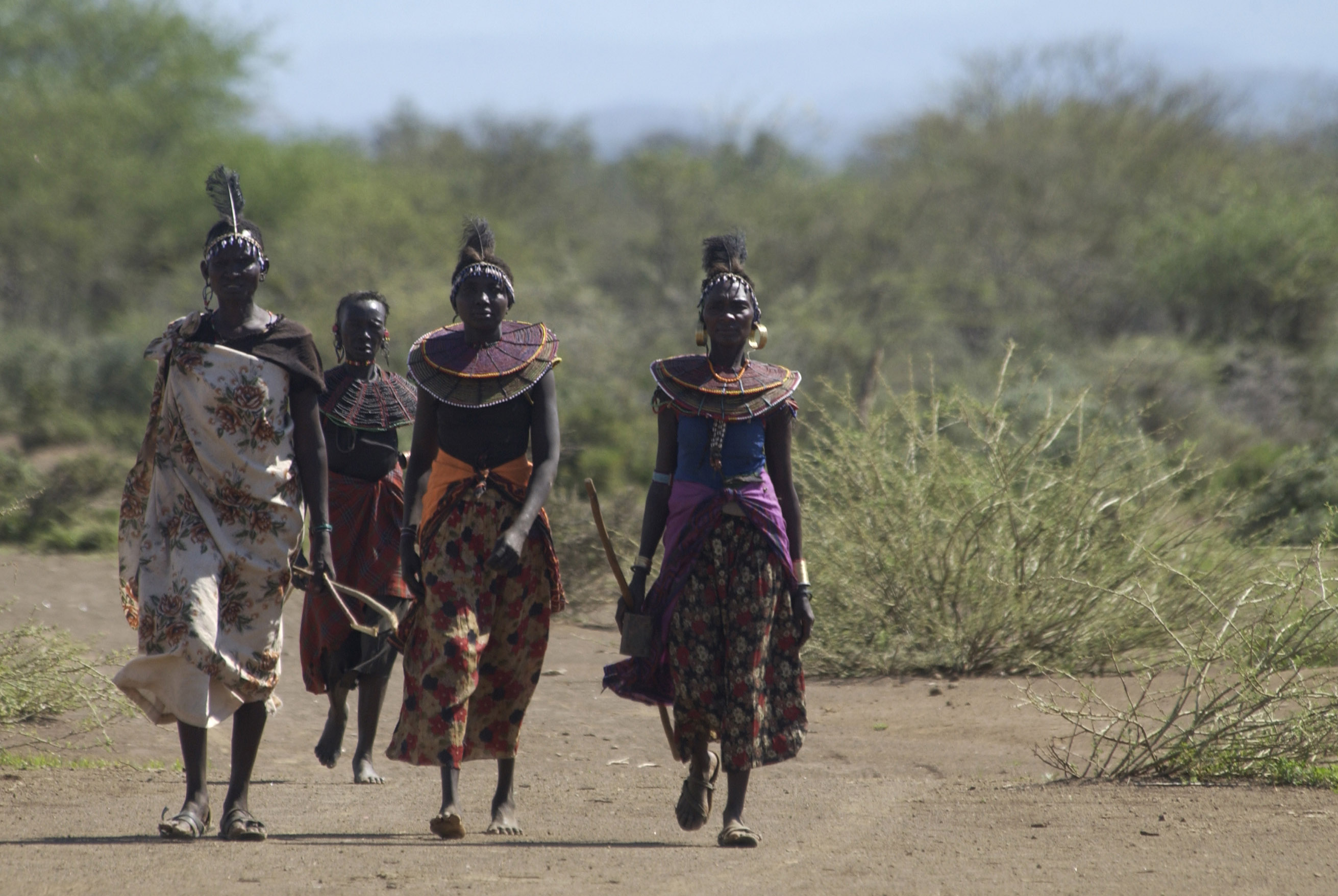
Pokot asszonyok egy csoportja indul egy másik törzs tagjaihoz.

### Néphagyományok
A szóbeli történetmesélés nagyon fontos a pokotok körében. A közmondásokat sokoldalúan használják tanításra és érvelésre egyaránt. Az idősek gyűlésén az ember közmondásokkal mutathatja meg, milyen jó szónok. A közmondásokat arra is használják, hogy a fiataloknak megtanítsák, milyen következményekkel jár, ha eltérnek az erkölcsi úttól. A Louwialan klánról szóló népszerű mese a túlzott büszkeség veszélyeire figyelmeztet. Egy másik gyakori mese a halálból visszatérő vak lányról szól. A találós kérdéseket (Tyangoi) leginkább a gyermekek észének élesítésére és figyelmük lekötésére használják a mesemondás során.
A pokotok különböző kifejezéseket használnak arra, hogy megkülönböztessék a beszéd különböző típusait. Ezek a következők:
Lökoi: hírek más helyekről.
Csiran: hírek a szomszédságban történtekről.
Kokwö: jomoly, üzleti jellegű beszélgetések.
Kiruok: jogi jellegű beszélgetések (ebből származik a kiruokot - jogi szakértő megnevezése).
Ng'öliontoköny: beszélgetések a régi időkből.
A nyugati oktatás bevezetése ellenére a pokotok még mindig a szóban megőrzött néphagyományokat használják tanítási eszközként.

### Női körülmetélés
Bár Kenyában a törvény bünteti, de a pokotok körében még élő hagyomány a női körülmetélés. 2014 novemberében nemzetközi felháborodást keltett, amikor a nyugati sajtóban megjelentek a pokot lányok körülmetéléséről készült képek.

### Sapana
Eredetileg egy gazdagságáért irigyelt szomszéd néptől vették át a szokást, melynek során a beavatandó fiú rituálisan leöl egy marhát, a hosszú ünnepség végén pedig maga is a férfitársadalom teljes jogú tagjává válik.
A szertartás reggelén az előírások szerint több szúrással kell végezni egy kiválasztott ökörrel. Nem szabad egyetlen mozdulattal meggyilkolni az állatot, az a tiszteletlenség jele lenne. Ezután feldarabolják, és a hagyomány szerint szétosztják a húst. Ezt követi a szertartás központi része: a fiút bekenik az állat gyomrának tartalmával, bedörzsölik a meztelen testét a hajától a lábáig a félig emésztett étellel, mielőtt azt zsírral letisztítják.

## Magyar vonatkozás
Az egyik első róluk szóló írásos beszámoló Teleki Sámuel 1888-as útja kapcsán maradt ránk. „Mindkét nembeliek alsó ajkukat átfúrják és egy réz pálcácskát vagy lapocskát szúrnak belé. Egyéb ékszert feltűnően keveset látni náluk, nyakuk körül egy vagy két gyöngyfüzér, egypár vas- vagy réztekercs a karjukon, ez nagyobbára az egész, amit viselnek. (...) fegyverzetük rossz dárdákból, íjakból és nyilakból, bivalybőr pajzsokból és a kar csuklóján viselt hasító késekből áll. A nyílhegyek nagyobbára csak a tűzben megkeményített fából készülnek.”
Bár a pokotokról Telekiék azt hallották, hogy „szemtelen marharablók és a környék rémei”, az első találkozás békésen zajlott le: „Mi magunk a szukokat nyugodt és barátságos népül tanultuk megismerni”. A találkozás mégis véres lett: az expedíció a Rudolf-tó felé közeledve annyira nem talált élelmet, hogy előbb a teherhordó szamaraikat vágták le, majd bogyókon éltek. Amikor a pokotoktól sem sikerült élelmet vásárolniuk, elrabolták az egyik klán csordáit. A helyiek nyilakkal és lándzsákkal akarták visszaszerezni állataikat, Telekiék puskával védekeztek, közel száz pokot halálát okozva.

## Híres pokot származású személyek
Kamama Asman Abongutum: politikus.

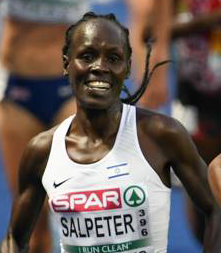
Lonah Chemtai Salpeter.

Simon Kachapin: Nyugat-Pokot megye első kormányzója.
John Krop Lonyangapuo: Nyugat-Pokot megye 2 kormányzója.
Samuel Poghisio: Nyugat-Pokot megye szenátora.
Tegla Loroupe: futó
Lonah Chemtai Salpeter: kenyai születésű izraeli olimpiai maratonfutó (1988 -)